# Coleophora kurokoi
Coleophora kurokoi é uma espécie de mariposa do gênero Coleophora pertencente à família Coleophoridae.